# Distretto di Khandwa
Il distretto di Khandwa (un tempo noto come distretto del Nimar Orientale) è un distretto del Madhya Pradesh, in India, di 1 708 170 abitanti. È situato nella divisione di Indore e il suo capoluogo è Khandwa.